# Gomesende

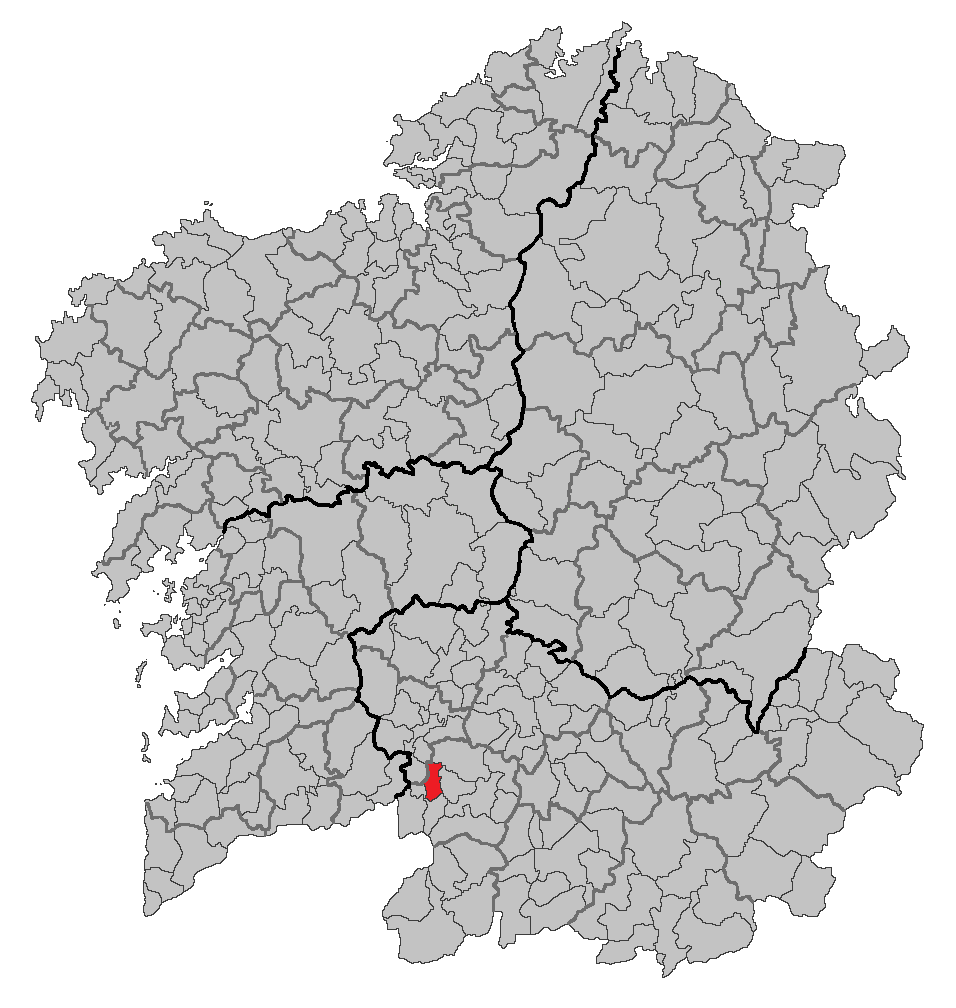
Localização de Gomesende

Gomesende é um município da Espanha na província 
de Ourense, 
comunidade autónoma da Galiza, de área 28,32 km² com 
população de 1060 habitantes (2007) e densidade populacional de 39,59 hab/km².

## Demografia
| Variação demográfica do município entre 1991 e 2004 | Variação demográfica do município entre 1991 e 2004 | Variação demográfica do município entre 1991 e 2004 | Variação demográfica do município entre 1991 e 2004 |
| --------------------------------------------------- | --------------------------------------------------- | --------------------------------------------------- | --------------------------------------------------- |
| 1991                                                | 1996                                                | 2001                                                | 2004                                                |
| 1433                                                | 1271                                                | 1115                                                | 1118                                                |